# Bobby Isaac
Robert Vance Isaac, detto Bobby (Catawba, 1º agosto 1932 – Hickory, 14 agosto 1977), è stato un pilota automobilistico statunitense, campione della NASCAR.

## Carriera
Dal 1961 al 1976 ha corso nella NASCAR Sprint Cup Series, ottenendo in totale 37 vittorie su 49 pole position. Inoltre dal 1972 al 1973, ha corso nella NASCAR Grand National East Series, ottenendo in totale 4 vittorie su 4 pole position.
È morto il 14 agosto 1977, all'ospedale di Hickory, dopo aver partecipato alla gara Winston 200, per un attacco di cuore. Ritiratosi durante la gara, aveva accusato degli affaticamenti dovuti al caldo (33 °C) di quella giornata.

## Riconoscimenti postumi
Nel 1996 è stato introdotto nell'International Motorsports Hall of Fame. Venti anni dopo, è stato introdotto nella NASCAR Hall of Fame.